# Prostituzione in Europa
     Abolizionismo - Prostituzione lecita, ma attività organizzate come favoreggiamento e sfruttamento illegali; prostituzione "non regolamentata"
     Neo-abolizionismo - illegale comprare prestazioni sessuali e favoreggiamento e sfruttamento, ma legale vendere prestazioni sessuali
     Decriminalizzazione - nessuna criminalizzazione della prostituzione
     Legalizzazione - prostituzione legale e regolamentata
     Proibizionismo - prostituzione illegale
     Legalità varia a seconda di leggi locali

Abolizionismo - Prostituzione lecita, ma attività organizzate come favoreggiamento e sfruttamento illegali; prostituzione "non regolamentata"
Neo-abolizionismo - illegale comprare prestazioni sessuali e favoreggiamento e sfruttamento, ma legale vendere prestazioni sessuali
Decriminalizzazione - nessuna criminalizzazione della prostituzione
Legalizzazione - prostituzione legale e regolamentata
Proibizionismo - prostituzione illegale
Legalità varia a seconda di leggi locali

Il trattamento legale della prostituzione in Europa varia nei diversi Paesi. In alcuni Stati il compiere prestazioni sessuali a pagamento è illegale, mentre in altri la prostituzione in sé è lecita, mentre sono punite varie forme di favoreggiamento (come l'agire come protettore, il prestare favoreggiamento, ogni attività che porti ad ottenere profitto dalla prostituzione, l'induzione, etc.) nel tentativo di rendere più difficile il prostituirsi.
Al di là degli aspetti legali, in tutti i paesi l'attività subisce un'importante stigmatizzazione sociale, che favorisce comportamenti omertosi, diffidenza verso le regolamentazioni, fiorire di reti sommerse spesso gestite dalla malavita, difficoltà nel potere cambiare lavoro.

## Condotte rilevanti
- l'atto del prostituirsi (effettuare prestazioni sessuali a pagamento): è legale nella maggioranza dei Paesi dell'Europa occidentale, mentre è tendenzialmente illegale nell'Europa orientale.
- fruire della prostituzione (ricevere prestazioni sessuali dietro pagamento): è legale nella gran parte dei Paesi europei. Solamente in Svezia, Norvegia e Islanda si è recentemente affermato un nuovo modello legislativo nel quale viene punito il "cliente".
- adescamento (l'invito a fruire di prostituzione in luogo pubblico o aperto al pubblico): la gran parte dei Paesi nei quali la prostituzione è lecita ha leggi o disposizioni amministrative che puniscono questo tipo di condotte. Talvolta sono istituite delle "zone di tolleranza" (ufficiali o non) nelle quali l'adescamento è consentito.
- lo sfruttamento, favoreggiamento, reclutamento o induzione: queste attività sono illegali in gran parte d'Europa.
- la prostituzione minorile (prostituzione prima dei 18 anni di età): è un'attività illegale in ogni parte d'Europa tranne che in Svizzera. In Svizzera la prostituzione è ammessa a partire dai 16 anni.
- la costrizione alla prostituzione ed attività similari: sono attività illegali in ogni parte d'Europa

## Modelli legali sulla prostituzione
Il trattamento legale della prostituzione nei diversi Paesi europei segue tre modelli giuridici dominanti.
- Il Modello proibizionista consiste nel vietare la prostituzione e nel punire la prostituta con pene pecuniarie o detentive. In taluni Paesi in cui è adottato questo modello, oltre alla prostituta viene punito anche il cliente. Questo modello è seguito dalla gran parte dei paesi dell'est europeo: Albania, Azerbaigian, Bielorussia, Bosnia ed Erzegovina, Croazia, Georgia, Kazakistan, Lituania, Moldavia, Montenegro, Russia, Serbia, Ucraina.
  - Il modello proibizionista vede una variante nel cosiddetto modello Modello neo-proibizionista o "modello svedese", adottato in Svezia dal 1999 e successivamente in Islanda, dal gennaio 2009 in Norvegia, dall'aprile 2016 in Francia. Questo modello si fonda sulla criminalizzazione del cliente, con la punizione dell'acquisto di prestazioni sessuali. Questo modello si basa sull'assunto che la prostituzione è una violenza dell'uomo contro la donna, sempre: anche quando la prostituta afferma di svolgere l'attività per scelta, consapevolmente.
- Il Modello abolizionista consiste nel non punire la prostituzione né l'acquisto di prestazioni sessuali, ma al tempo stesso nel non regolamentarli, mentre si puniscono tutta una serie di condotte collaterali alla prostituzione (favoreggiamento, induzione, reclutamento, sfruttamento, gestione di case chiuse, etc.). Il sistema chiama lo Stato fuori dalla disputa, senza proibire o regolamentare l'esercizio della prostituzione, ma la vorrebbe scoraggiare attraverso la punizione di tutte le attività collaterali e la mancata regolamentazione. Questo modello è seguito dalla gran parte dei paesi dell'Europa occidentale: Andorra, Armenia, Bulgaria, Città del Vaticano, Danimarca, Estonia, Finlandia, Irlanda, Italia, Liechtenstein, Lussemburgo, Macedonia del Nord, Malta, Monaco, Polonia, Portogallo, Regno Unito, Repubblica Ceca, Romania, San Marino, Slovacchia, Spagna.
- Il Modello regolamentarista è un sistema teso alla legalizzazione e regolamentazione della prostituzione che può avvenire con modalità differenti (come la statalizzazione dei bordelli, i quartieri a luci rosse). In otto paesi europei (Paesi Bassi, Germania, Turchia, Austria, Svizzera, Grecia, Ungheria, Belgio e Lettonia) la prostituzione è legale e regolamentata. La legalizzazione sovente include l'imposizione di tasse e restrizioni, più o meno ampie, nell'esercizio della prostituzione anche con l'individuazione di luoghi preposti all'esercizio dell'attività e la prescrizione di controlli sanitari obbligatori per prostitute e prostituti per la prevenzione e il contenimento delle malattie veneree e l'obbligo di segnalare attività e residenza.
  - Una variante del modello regolamentarista è il cosiddetto Modello neo-regolamentarista è teso alla rimozione di leggi al fine di depenalizzare l'attività sessuale fra adulti consenzienti nei contesti commerciali.

## Europa centrale

### Austria
Quello dell'Austria è un esempio di prostituzione regolamentata; essa è legale, ma vincolata a vari regolamenti. La maggior parte delle prostitute proviene dall'Europa dell'est.

### Repubblica Ceca
Nella Repubblica Ceca la prostituzione è legale, mentre le case di tolleranza ed altre forme di ingaggio sono vietate. L'applicazione di queste leggi è lassista e la prostituzione, assieme con le altre attività che la circondano, sono relativamente comuni nel paese. La prostituzione è regolamentata fiscalmente come una specifica attività, ma i bordelli, seppur in teoria illegali, sono tollerati dalla polizia. Ufficialmente sono strip bar e sexy club; nel 2005 il governo propose la legalizzazione totale - delimitando delle aree della città entro la quale si poteva esercitare, con controlli medici periodici, oltre che introducendo un sistema di welfare per le stesse operatrici, che avrebbero avuto diritto ad un’assicurazione sanitaria e ad un sistema previdenziale, e maggiore sicurezza -  ma il Parlamento non approvò.
Da quando la rivoluzione di velluto in Cecoslovacchia nel 1989 ha portato alla creazione di due stati indipendenti, Repubblica Ceca e Slovacchia, la prostituzione è stata fiorente ed ha contribuito in gran parte all'economia turistica in forte espansione della regione. È diffusa a Praga e nelle zone vicine ai confini occidentali della Repubblica con la Germania e l'Austria. Nel 2002 l'Ufficio statistico ceco ha stimato che il commercio della prostituzione avesse un valore totale di sei miliardi di corone all'anno (217 milioni di dollari).

### Francia
La legge francese in materia di prostituzione è cambiata nel 2016. La legge attuale si rifà al modello neo-proibizionista che punisce il cliente ma non la persona che esercita la prostituzione. 

### Germania

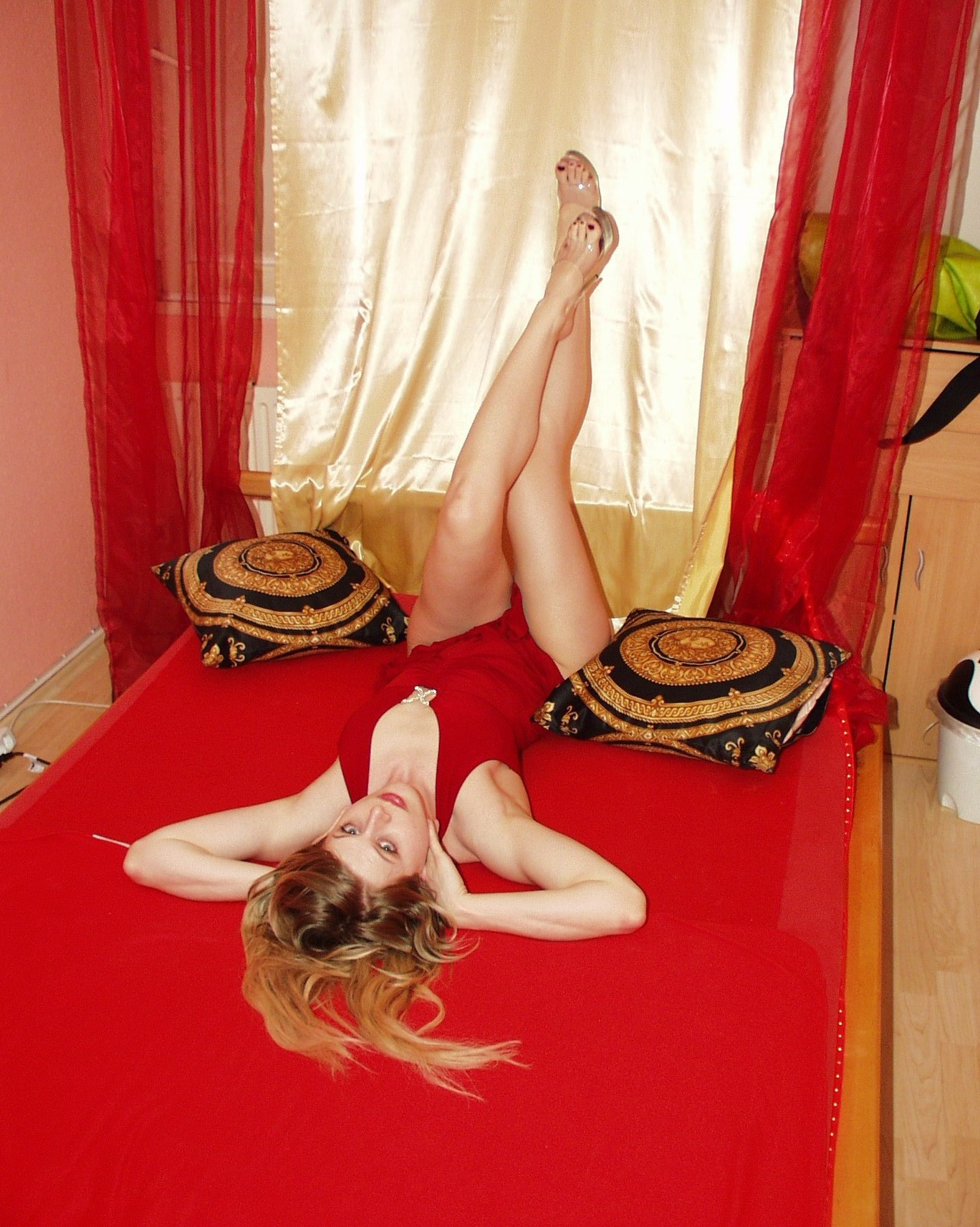
Prostituta in un bordello tedesco ai giorni d'oggi.

La prostituzione è legale e regolamentata in Germania. Nel 2002 il governo ha modificato la legge relativa, nel tentativo di migliorare la situazione giuridica delle prostitute. La Germania è citata dall'Ufficio delle Nazioni Unite per il controllo della droga e la prevenzione del crimine (UNODC) come una delle destinazioni più comuni per le vittime della tratta di esseri umani.

### Ungheria
La prostituzione è stata legalizzata e regolamentata in Ungheria a partire dal 1999. Secondo la legge le prostitute sono fondamentalmente professioniste che s'impegnano in attività sessuali in cambio di denaro; il governo permette quest'attività fintanto che si pagano le tasse e vengono mantenuti aggiornati i documenti.

### Liechtenstein
La prostituzione in Liechtenstein risulta essere illegale ma viene tollerata dalla polizia fintanto che non diventi prostituzione di strada.

### Polonia
In Polonia la prostituzione è legale, ma operare all'interno di case di tolleranza o in altre forme di sfruttamento della prostituzione, prostituzione coercitiva o prostituzione minorile sono attività che vengono vietate.

### Slovacchia
La prostituzione è in sé legale, mentre i bordelli ed altre attività correlate alla prostituzione sono vietate.

### Slovenia
La prostituzione di strada in Slovenia è illegale ma l'esercizio di case chiuse è stato depenalizzato nel 2003.

### Svizzera
La prostituzione in Svizzera è legale e regolamentata sin dal 1942.

## Europa orientale

### Armenia
In Armenia la prostituzione in sé è legale, mentre lo sfruttamento della prostituzione viene punito con una condanna detentiva. La gestione di una casa di tolleranza o l'impegnarsi in altre forme di sfruttamento sono reati punibili da uno a dieci anni di carcere.

### Bielorussia
La prostituzione è illegale in Bielorussia; tuttavia essa è presente nel paese, in particolare nelle regioni circostanti alle grandi città e negli alberghi.

### Bulgaria
La prostituzione in sé è legale, mentre la sua organizzazione (in bordelli od altre forme di ingaggio delle prostitute) rimane vietata. A causa delle cattive condizioni socio-economiche un elevato numero di donne rom sono coinvolte nel mercato della prostituzione.
La Bulgaria si è guadagnata originariamente la reputazione di paese-fonte per il traffico di esseri umani ma in seguito sono stati presi provvedimenti. Il governo bulgaro ha intensificato i suoi sforzi per sradicare il traffico di esseri umani.
Il commercio di esseri umani è una delle principali fonti di denaro per i criminali bulgari. In passato il governo aveva anche considerato l'ipotesi di legalizzare completamente e regolamentare la prostituzione. Ci sono 18.000 prostitute bulgare all'estero e questo è fonte di entrate in valuta estera per la Bulgaria.

### Moldavia
La prostituzione in Moldavia è illegale ma, poiché questo risulta essere uno dei paesi più poveri dell'intera Europa, è anche uno dei principali esportatori di donne attraverso il traffico di esseri umani a scopo di commercio sessuale; i trafficanti di esseri umani reclutano principalmente le donne provenienti dai più poveri villaggi e centri urbani.
Le donne e i bambini sono vittime di tratta a scopo di sfruttamento sessuale con mete in paesi quali Federazione Russa, Germania, Austria, Paesi Bassi, Svizzera e Italia.

### Romania
La prostituzione è stata depenalizzata in Romania nel 2014. Il governo aveva preso in considerazione la legalizzazione e la regolamentazione già nel 2007, ma l'Associazione per la promozione delle donne in Romania si oppone alla prostituzione legalizzata, in quanto la vedono come "un'altra forma di violenza contro le donne e le ragazze".
La Romania è tra gli 11 paesi elencati dalle Nazioni Unite come una delle principali fonti di traffico di esseri umani, in base ai numeri riportati delle vittime. Ogni anno migliaia di donne e ragazze, alcune appena tredicenni, vengono rapite o adescate con promesse di posti di lavoro o di matrimonio e venduti a bande che le relegano nei bordelli o costringendole a lavorare per le strade.
Il 20 gennaio del 2010, Iana Matei è stato nominato "Europeo dell'anno" dal Reader Digest per la sua opera di ricerca e riabilitazione delle vittime della prostituzione forzata.

### Russia
La prostituzione è un reato amministrativo; l'organizzazione di prostitute o lo sfruttamento - obbligando qualcuno a prostituirsi - è punibile con una condanna detentiva.

### Ucraina
La prostituzione è illegale in Ucraina ma è comunque diffusa e largamente ignorata dal governo. Il turismo sessuale è aumentato da quando il paese ha cominciato ad attrarre un maggior numero di turisti stranieri. Le leggi che criminalizzano la prostituzione organizzata e le pene comminate per il traffico di esseri umani hanno avuto poco effetto perché molti trafficanti condannati spesso non finiscono neppure in carcere.

### Bosnia-Erzegovina
La prostituzione è illegale. La legge considera procurare prostitute un crimine grave; secondo la legge, il traffico è un crimine a livello statale che porta ad una condanna fino a 10 anni di carcere.

### Albania
La prostituzione in Albania è illegale ma il paese è una delle principali fonti nell'ambito del traffico di esseri umani. Infatti, essendo uno dei paesi più poveri d'Europa, è fonte di un numero notevole di prostitute (sono circa 16.000 le prostitute albanesi all'estero, la maggior parte in Italia).

## Europa settentrionale

### Danimarca
In Danimarca la prostituzione in sé è legale, mentre l'esercizio all'interno di bordelli ed altre forme di sfruttamento sono attività illegali.

### Estonia
La prostituzione in sé è legale, mentre la prostituzione organizzata è illegale.

### Fær Øer
Sotto la giurisdizione danese, lo status giuridico della prostituzione rimane lecita. Tuttavia, non vi è alcuna prova di prostituzione organizzata nel territorio autonomo.

### Islanda
Pagare per ottenere prestazioni sessuali è illegale in Islanda (il cliente commette un crimine, la prostituta no).
I sondaggi hanno dimostrato che fino al 70% della popolazione sostiene il divieto di acquisto di servizi sessuali.

### Irlanda
La prostituzione in sé è legale nella Repubblica d'Irlanda, mentre la legge criminalizza molte attività ad essa associate (sollecitazione in un luogo pubblico, lavorare in un bordello o altre forme di sfruttamento della prostituzione); infatti, la prostituzione femminile di strada è poco diffusa. La legislazione svedese-tipo che viene presa in considerazione metterebbe fuorilegge pagare per ottenere prestazioni sessuali, il che significa che sarebbe il cliente ad aver commesso un crimine, non la prostituta. La prostituzione in Irlanda è quasi interamente coperta da escort che operano sulla base di pubblicità via Internet, di cui il 95% sono straniere, provenienti principalmente dall'est europeo.

### Lettonia
La prostituzione è legale e regolamentata in Lettonia. Le prostitute devono registrarsi, devono essere sottoposte a controlli sanitari mensili e devono portare una tessera sanitaria; devono riuscire a fare ciò in modo che non possano essere penalizzate. Anche se la prostituzione è regolamentata nel paese, i bordelli e altre forme di ingaggio sono illegali. Secondo la legge "Ogni attività della terza persona che promuove la prostituzione è vietata" e "Alle persone viene vietato unirsi in gruppi al fine di offrire e fornire servizi sessuali".

### Lituania
In Lituania, l'esercizio dei bordelli è illegale e la legge punisce sia i clienti sia le prostitute.

### Norvegia
Pagare per consumare prestazioni sessuali è illegale (il cliente commette un crimine, la prostituta no).

### Svezia
Pagare per ottenere prestazioni sessuali è illegale (il cliente commette un crimine, la prostituta no). La legislazione sulla compravendita sessuale (Sexköpslagen), che rende illegale pagare per il sesso, ma non essere una prostituta, è stata adottata nel 1999, prima ed unica al mondo. Da allora leggi simili sono state approvate sia in Norvegia sia in Islanda.
La logica alla base della legge era il punto di vista per cui la prostituzione è una forma di violenza contro le donne in modo che il crimine consiste, da parte del cliente, di pagare per il sesso, non la vendita di servizi sessuali; questa logica vede il venditore del sesso come partner sfruttato nello scambio.

## Europa meridionale

### Andorra
La prostituzione in Andorra è illegale.

### Grecia
In Grecia è legale e regolamentata per legge, nei bordelli autorizzati regolarmente registrati (studios). Le donne devono essere maggiorenni e non sposate e devono essere sottoposte a controllo medico psicofisico, e non coinvolte in atti criminosi. La tessera di controllo viene aggiornata ogni due settimane dalla locale Prefettura. La prostituzione stradale è formalmente proibita ma non perseguita dalle autorità.

### Italia
In Italia la prostituzione non è illegale, né regolamentata. L'esercizio di case chiuse, il favoreggiamento e lo sfruttamento della prostituzione sono attività illegali.

### Turchia
In Turchia è legale e regolamentata per legge.